# Eva Kaili
Eva Kaili (în greacă Εύα Καϊλή; n. 26 octombrie 1978, Salonic, Grecia) este o politiciană greacă, deputată în Parlamentul European din 2014. Ea a fost unul dintre cei 14 vicepreședinți ai Parlamentului European din ianuarie 2022 până când a fost arestată și acuzată de corupție în decembrie 2022. Kaili a fost membră a Parlamentului Elen și prezentatoare de știri de televiziune pentru canalul de televiziune grec MEGA Channel.

## Educație
Kaili a studiat arhitectura și ingineria civilă la Universitatea Aristotel din Salonic⁠(d). Kaili și-a continuat studiile la Universitatea din Pireu⁠(d), obținând o diplomă de master în Afaceri internaționale și europene în 2008. Din 2014, Kaili a efectuat studii doctorale în Politică Economică Internațională la Universitatea din Pireu, dar până în 2022, nu și-a finalizat studiile doctorale. 

## Carieră
Înainte de cariera ei politică, Kaili a fost prezentatoare de știri la Mega Channel⁠(d) din 2004 până în 2007.
În 1992 Kaili s-a alăturat Tineretului PASOK. În 2001 a fost președintele Asociației Studenților din Școala de Arhitectură, iar până în 2002 era deja cel mai tânăr membru ales în Consiliul orașului Salonic.

### Membră a Parlamentului Elen
La alegerile naționale din 2004 Kaili a fost cel mai tânăr candidat. La alegerile naționale din 2007 a fost aleasă în Parlamentul elen pentru primul district din Salonic. La acea vreme, ea era cea mai tânără deputată din partidul PASOK. La alegerile naționale din 2009 Kaili și-a păstrat locul în Parlament.
În timpul mandatului său în Parlament, Kaili a fost membră a următoarelor comisii parlamentare: Comisia permanentă pentru afaceri culturale și educaționale, Comisia permanentă pentru apărare națională și afaceri externe și Comitetul permanent special al grecilor din străinătate. Ea a fost, de asemenea, membră a delegației elene la Adunarea Parlamentară a Organizației pentru Cooperare Economică a Mării Negre (OCCEN), Adunarea Parlamentară a NATO și Adunarea Parlamentară a Uniunii pentru Mediterana.
Înaintea unui vot de încredere crucial pentru prim-ministrul, George Papandreou, în noiembrie 2011, Kaili a anunțat că va refuza să susțină guvernul la vot. Acest lucru l-ar fi lăsat pe Papandreou cu sprijinul a doar 151 de deputați PASOK din 300. Mai târziu, ea a dat înapoi și Papandreou a câștigat votul de încredere, toți cei 155 de parlamentari ai PASOK exprimându-și sprijinul pentru guvernul său.

### Membră a Parlamentului European
Din 2014 Eva Kaili este deputată în Parlamentul European și a fost membră a grupului Alianței Progresiste a Socialiștilor și Democraților (S&D) până la expulzarea ei în 2022. Kaili a devenit apoi independentă. Ea este vicepreședinte pentru Strategie de inovare, TIC, tehnologie, previziune, afaceri, ESG și CSR, ONU, OMC, OCDE și Orientul Mijlociu. Ea a fost prima femeie care a fost președinte al organismului de evaluare a opțiunilor de știință și tehnologie (STOA) al Parlamentului European 2017-2022. De asemenea, a fost președinte al Centrului de Inteligență Artificială (C4AI) și președinte al Delegației pentru relațiile cu Adunarea Parlamentară a NATO (DNAT) 2014–2019. Ea a făcut parte din Comisia pentru industrie, cercetare și energie (ITRE), Comisia pentru afaceri economice și monetare (ECON) și Comisia pentru ocuparea forței de muncă și afaceri sociale (EMPL). Este membru supleant al Comisiei pentru bugete (BUDG) și al Delegației pentru relațiile cu Peninsula Arabă (DARP) și a fost, de asemenea, implicată în Comisia de investigare a programelor spion Pegasus(PEGA).
Pe lângă misiunile sale de comisie, Kaili este membră a Intergrupului Parlamentului European pentru Cancer, a Intergrupului Parlamentului European pentru Dizabilități, a Delegației la Comitetul Parlamentar de Cooperare UE-Rusia (D-RU) și a Delegației pentru Relații cu Statele Unite ale Americii (D-US).
Ea a primit în 2018 premiile MEP pentru noi tehnologii.
Kaili a devenit unul dintre cei paisprezece vicepreședinți ai Parlamentului European la 18 ianuarie 2022, după ce a fost aleasă în primul tur cu 454 de voturi. Ea a fost suspendată din funcțiile sale de vicepreședinție pe 10 decembrie 2022.
Între 2019 și 2022 Kaili a fost șeful delegației elene S&D până la excluderea ei din partid.

## Acuzații de corupție și arestare
La 9 decembrie 2022, Kaili a fost arestată de Poliția Federală Belgiană⁠(d) în urma unei investigații privind crima organizată, corupția și spălarea banilor legate de eforturile de lobby în sprijinul Qatarului. O valiză cu numerar a fost găsită când a fost arestat tatăl lui Kaili, iar de acasă de la ea s-au ridicat saci cu bani. În aceeași zi, Kaili a fost suspendată atât din Grupul Socialiștilor, cât și din Grupul Democrat, cu care face parte în Parlamentul European, și din partidul său național PASOK. În cadrul anchetei, poliția belgiană a percheziționat 16 case și a reținut cel puțin alte patru persoane, inclusiv pe fostul europarlamentar Antonio Panzeri, partenerul lui Kaili, precum și pe asistentul parlamentar al europarlamentarului Marie Arena, Francesco Giorgi. Tatăl lui Kaili a plecat după ce a fost avertizat că e considerat complice și a fost arestat în timp ce se afla într-un tren, având asupra lui o sumă mare în numerar. În timpul raidurilor, anchetatorii au recuperat peste 600.000 de euro în numerar.
La 12 decembrie 2022, Autoritatea greacă pentru combaterea spălării banilor a anunțat că a înghețat toate bunurile lui Kaili și ale membrilor apropiați ai familiei ei. Acestea includ toate conturile bancare, seifurile, companiile și alte active financiare. Un interes deosebit pentru autorități, potrivit șefului Autorității pentru combaterea spălării banilor, este o companie imobiliară nou înființată în districtul Kolonaki din Atena.
Momentul arestărilor a coincis cu găzduirea Cupei Mondiale FIFA 2022 în Qatar. La acea vreme, au existat critici semnificative din Occident la adresa gazdelor, dar în timpul unui discurs la Parlamentul European, Kaili a lăudat palmaresul țării în domeniul drepturilor omului și a criticat acuzațiile de corupție făcute împotriva Qatarului.

## Viață personală
Kaili este căsătorită cu Francesco Giorgi, care lucrează ca asistent în biroul unui europarlamentar italian, în grupul socialiștilor europeni. Au o relație din 2020, sunt căsătoriți și au împreună o fiică de doi ani.